# Perasis transvaalensis
Perasis transvaalensis là một loài ruồi trong họ Asilidae. Perasis transvaalensis được Ricardo miêu tả năm 1925.